# LG GW620
LG GW620, noto anche come LG Eve e LG InTouch Max, è uno smartphone prodotto da LG Electronics. È il primo smartphone di LG con il sistema operativo Android.

## Sistema operativo
Quando il telefono è stato messo in commercio, aveva Android 1.5 Cupcake. In seguito LG ha deciso di aggiornare il telefono ad Android 2.2 Froyo. La versione più alta su questo telefono è Android 4.0.3 (aggiornandolo via Cyanogenmod).

## Leggi anche
- CyanogenMod
- Galaxy Nexus